# مركابة (حرض)

تعديل مصدري - تعديل

مركابة هي إحدى قرى عزلة الشعاب بمديرية حرض التابعة لمحافظة حجة، بلغ تعداد سكانها 22 نسمة حسب تعداد اليمن لعام 2004.